# フォンチー
フォンチー（Phương Chị、1990年〈平成2年〉12月16日 - ）は、日本の在日ベトナム人俳優、タレント、元アイドル。本名 Tu Ngọc Phương Chị。「アイドリング!!!」の創設メンバー。ソニー・ミュージックアーティスツ、スターダストプロモーション第三事業部所属を経てフリーランス。

## 略歴

### デビュー / アイドリング!!!時代（2006年 - 2011年）
1990年12月16日、ベトナム人の両親の元、日本（神奈川）に生まれる。日本で育つ中で、幼少期のいじめ体験などもあり、内気な自分の性格を変えたいとの思いや、ダンスをしたいとの考えから芸能界入りを志す。2005年、『SMAティーンズオーディション2005』で準グランプリを受賞する。2006年10月、フジテレビのレギュラー番組『アイドリング!!!』から女性アイドルグループ「アイドリング!!!」が発足。8号フォンチーとしてアイドル活動を始めた。
2008年、ベトナムで撮影された1st写真集『FON FONCHI』、1stイメージDVD『Cam on 〜だいじな時間〜』を発売。2009年6月より、日本テレビ『しりすぎちゃん』にレギュラー出演。同年9月には、日比谷野外大音楽堂にて『アイドリング!!! 6thライブ やーっ! おーっ!! ング!!!』が2日間開催された。
2010年4月、吉川まりあとの企画ユニット「パオ♥」が結成された。また、情報番組『GirlsNews〜ガールズポップ』のレギュラーMCに就任。7月に前進座劇場で上演された『デビルマン - 不動を待ちながら - 』で初舞台を踏んだ。9月には、日越友好イベント『ベトナムフェスティバル』のサポーターズ宣伝部長を務めた。以後、フォンチーは同イベントの宣伝部長を務めることが恒例となり、2019年、2021年には司会も務めた。
ステップアップのため、2011年12月11日、谷澤恵里香と共に12月23日をもってアイドリング!!!を卒業することを発表した。23日には、フジテレビ本社スタジオからラストライブが生放送され、同日をもってアイドリング!!!を卒業した。

### 舞台 / タレント / バンド活動（2012年 - 2016年）
2012年1月、CS放送Pigooにて冠番組『フォンチー21歳のハローワーク』がスタートし、2013年に全15回で終了する。2012年4月からはチャンネルNECOの情報番組『映画ちゃん』にMCとして出演。また、主演舞台『新・七夕伝説「煌星★天女」』、『時空警察ヴェッカーχ 彷徨のエトランゼ』『ひまわりのソラネ』が相次いで上演され、『空色ドロップ』では倉田瑠夏と共演。
2013年1月、フジテレビONEで生放送されたアイドリング!!!OG特別企画『1期生 再会の日SP』に出演。4月、テレビ神奈川『部活応援プロジェクト しゃかりき』のレギュラーとなり、前身番組を含め4年に渡り出演。また、日本テレビ『ネプ&イモトの世界番付』では、ベトナム代表として2016年3月の同番組終了まで度々出演している。8月、ベトナムで開催された『日越文化交流 ホイアン-日本祭り』に出演しライブを披露。9月には主演舞台『OVER SMILE』が上演され、主人公ろう者役で、初の手話を演じた。
2014年5月、元SDN48のメンバー木本夕貴・AKANE（福田朱子）と共に、ガールズバンド「Vacancy Control」を結成し音楽活動をスタート。舞台では、天才劇団バカバッカ『POLYMPIC TOKYO!』で河村唯と、『グッドモーニング、アイスパーソン』で森田涼花と共演している。また、2015年末をもって10年間在籍したソニー・ミュージックアーティスツを円満に退社しフリーランスとなった。
2016年2月、Vacancy Control初のワンマンライブを開催し、1stシングル「Vacancy Control」をリリース。一方、個人としてTVドラマ『ディアスポリス 〜異邦警察〜』に出演。舞台『時空警察クロノゲイザー』では、主要キャストの出演として初の悪役を演じ、主演舞台『劇メシ CHOOSE DAY』、舞台版『地獄少女』が上演された。12月にはVacancy Control 2ndワンマンライブを開催したが、翌年「お昼寝」することを発表し惜しまれつつ活動休止へ。

### 女優として（2017年 - 現在）
2017年3月、主演舞台『うるさくて、うるさくて、耳を塞いでもやはりうるさくて』において、統合失調症患者の役を演じる。続いて『普通』『Love Revolution No.1』『なんでもないトマトなのに』など精力的に芝居に取り組んだ。また、人気コミック「宇宙兄弟」と「人狼舞台」シリーズがコラボした『宇宙兄弟 Rebellion of the Fullmoon』に出演。第15ステージにて、長年のシリーズ参加以来初のMVPに輝いている。
2018年5月、渋谷クロスFM『アーティスト応援部』のレギュラー出演開始。8月、松澤くれは演出の準主演舞台『あなたも知らない舞台裏』が上演され、9月には、月9ドラマ『絶対零度 〜未然犯罪潜入捜査〜』への出演を果たした。また、毎年恒例の生誕祭イベントにおいて、スターダストプロモーション所属を発表。
2019年1月、NHKドラマ『ベトナムのひかり 〜ボクが無償医療を始めた理由〜』に出演。4月、三輪江一 演出の舞台『ベター半分』に出演。8月、主演舞台『二進法の彼氏』が上演。11月・12月には、NHKドラマ『ミス・ジコチョー〜天才・天ノ教授の調査ファイル〜』に出演した。2020年1月より、サッポロビール「バリキング」広告モデルに起用。7月には、TBSドラマ『MIU404』において留学生役を好演。また、同年12月より、クボタ「For Your Wishes.」篇 TVCMに出演している。
2021年7月より、日曜劇場『TOKYO MER〜走る緊急救命室〜』にレギュラー出演。
2022年8月8日、一般男性との結婚と妊娠を報告。
2025年3月31日をもって所属事務所スターダストプロモーションを退所した。

## 人物

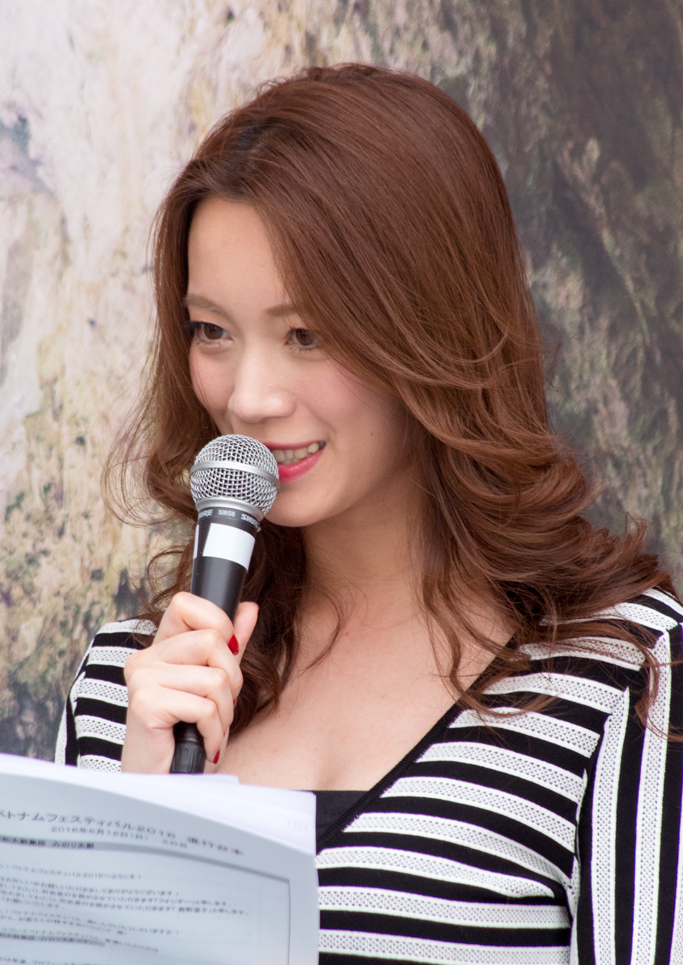
『ベトナムフェスティバル2016』にて (2016年6月)

- ベトナム人の両親を持つ日本生まれ・日本育ちのベトナム人[66]。ドラマなどの劇中で片言の日本語を話すことがあるが、実際は日本語が堪能なバイリンガルでベトナム語は両親との会話時に使う[67]。
- ベトナムには2、3歳の頃に長期滞在したことがあるが、本人はほとんど記憶が無いと語っている[68]。芸能活動以降は、1st写真集の撮影や[10]、アイドリング!!!時代の2011年11月に同グループのメンバーである遠藤舞と共にMTVベトナム（英語版）のロケのためにハノイを訪問[69]。グループ卒業後の2013年8月にはホイアンで行われた「ホイアン・ジャパンフェスティバル」にGypsy Queenと共に出演した[70][71]。更に翌年の2014年6月8日にはホーチミンのAEON MALL Tan Phu celadonで自身がレギュラーを務めるベトナムのTV番組Toa Sang Moi Ngayのイベントでライブを開催[72]。
- 資格は普通自動車運転免許、薬膳コーディネーター[73]。

## 作品

### 音楽
パオ♥ 名義
- シングル「鉄骨娘パオ♥〜パオ♥のテーマ〜 / ちょっきん-NA!」（2010年4月21日、avex trax） - 吉川まりあ とのユニット

タイアップ：(鉄骨飲料CMソング) (全国理容連合会イメージソング)

### 映像
イメージビデオ
1. Cam on 〜だいじな時間〜（2008年10月22日、イーネット・フロンティア）[注 1][11]
2. 十代からの手紙（2009年9月30日、イーネット・フロンティア）[75]
3. F 〜Angel's Wing〜（2010年3月19日、竹書房）[76]
4. if 〜ボクの妹（2010年11月27日、晋遊舎）[77]
5. Kaleidoscope（2012年1月25日、イーネット・フロンティア）[78]
6. ふたり旅（2013年10月25日、エアーコントロール）[79]

バラエティ
- フォンチー21歳のハローワーク vol.1、2（2012年12月19日、つくばテレビ）[80]

### 写真集
- FON FONCHI（2008年9月5日、スコラマガジン、撮影：河野英喜） - ISBN 978-4902307054
- Ritual Heart（2010年3月12日、スコラマガジン、撮影：西田幸樹） - ISBN 978-4902307115

## 出演

### テレビドラマ
- ディアスポリス 〜異邦警察〜 第1話・第2話（2016年4月、MBS/TBS）[41]
- 絶対零度 〜未然犯罪潜入捜査〜 最終話（2018年9月10日、フジテレビ） - グエン・チー・リン 役
- ベトナムのひかり 〜ボクが無償医療を始めた理由〜（2019年1月12日、NHK総合）[56]
- ミス・ジコチョー〜天才・天ノ教授の調査ファイル〜 第4・8話（2019年11月8日・12月6日、NHK総合） - グエン 役
- ハムラアキラ〜世界で最も不運な探偵〜 第3話（2020年2月7日、NHK総合） - 華子 役
- レンタルなんもしない人 第8話（2020年5月28日〈27日深夜〉、テレビ東京）
- MIU404 第5話（2020年7月24日、TBS） - チャン・スァン・マイ 役[60]
- ワカコ酒 - グエン・ティ・クィン 役 (BSテレ東)
  - スペシャル 飛騨酒蔵めぐり（2020年12月29日・30日）[81]
  - Season6 第6夜「再開を祝して乾杯」(2022年2月15日) [82]
- ひきこもり先生 第3・第4話（2021年6月26日・7月3日、NHK総合） - ビック 役
- TOKYO MER〜走る緊急救命室〜（2021年7月4日 - 9月12日、TBS） - ホアン・ラン・ミン 役[63][83]
  - TOKYO MER〜隅田川ミッション〜（2023年4月16日、TBS）[84]
- ファーストステップ～世界をつなぐ愛のしるし（2022年3月27日、BSよしもと）- リエン 役[85]
- 僕たちの校内放送 第2話（2023年8月9日、フジテレビ） - 内海 役
- 日越外交関係樹立50周年記念ドラマ「ベトナムのひびき」（2024年3月2日、NHK BSプレミアム4K / 3月17日、NHK BS）[86]
- 明日はもっと、いい日になる 第6話（2025年8月11日、フジテレビ） - グエン・チ・リン 役[87]

#### 再現・シチュエーションドラマなど
- にっぽん!歴史鑑定『邪馬台国はどこにあった？』（2017年12月11日、BS-TBS） - 卑弥呼 役

### 配信ドラマ
- MALICE 第4話（2023年9月14日、U-NEXT） - 島本さつきの近隣住民 役

### 映画
- 00（ゼロゼロ）（2013年2月公開、a-hours pictures）- ユキ先輩 役（特別出演）
- 劇場版TOKYO MER〜走る緊急救命室〜（2023年4月28日公開、東宝） - ホアン・ラン・ミン 役[88][89]
  - 劇場版TOKYO MER〜走る緊急救命室〜南海ミッション（2025年8月1日公開、東宝）[90]

### オリジナルビデオ
- 怨霊映像 特別篇 怪奇女子会 （2011年8月2日、マジカル）[91]

### 舞台
2010年
- GRIPPE PRODUCE Vol.2『デビルマン - 不動を待ちながら - 』（2010年7月16日 - 7月19日全7公演、吉祥寺前進座劇場）

2011年
- 朗読劇『ドッカンぐらぐら』（2011年1月26日、中野ザ・ポケット）[92]
- Flying Trip
  - 『落下ガール』（2011年2月6日、渋谷区文化総合センター大和田伝承ホール）- 日替わりゲスト 白金清美 役[93]
  - 『Stranger than Paradise 〜深愛〜』（2011年8月9日 - 14日、池袋シアターグリーン）- 篠山純 役

2012年
- Flying Trip
  - 『空色ドロップ』（2012年1月11日 - 15日、中野ザ・ポケット）- 谷崎潤 役[30]
  - 『月下のオーケストラ』（2012年4月11日 - 17日、池袋シアターグリーン）- 宇野みりあ 役[94]
  - 『ひまわりのソラネ』（2012年7月18日 - 22日、池袋シアターグリーン）- 主演・山崎瞳 役[29]
- WHATCOLOR『新・七夕伝説「煌星★天女」』（東京：2012年3月1日 - 5日、池袋シアターグリーン / 仙台：3月16日 - 19日、せんだい演劇工房10-BOX） - 主演・レダ 役（チーム煌星）/ フウリン 役（チーム天女)[27]
- アリスインプロジェクト『時空警察ヴェッカーχ 彷徨のエトランゼ』（2012年6月20日 - 24日、品川・六行会ホール）- 主演・麻宮亜里沙 役[28]
- 怪傑パンダース×ACTOR'S TRASH ASSH コラボ公演 PandASSH!!! Vol.1『おるんと高麗犬』（2012年8月29日 - 9月2日、笹塚ファクトリー） - ふえ 役[95]
- 人狼TLPT『#02:BETA』（2012年12月11日 - 15日、池袋シアターグリーン）- 衛生員・アリア 役
- 萬屋錦之助一座ざ☆よろきん『「吉原火消し衆」年忘れ公演 〜東雲編〜』（2012年12月27日 - 30日、池袋シアターグリーン）[96]

2013年
- GROW-UP Produce Vol.1『DOG's』(2013年1月23日 - 2月3日、笹塚ファクトリー)[97]
- Flying Trip 再演版『落下ガール』(2013年3月7日 - 11日、新宿シアターサンモール) - 永田町子 役
- 寺田倉庫 presents『Time Capsule－タイムカプセル－』(日本公演：2011年4月2日 - 4月3日、笹塚ファクトリー / 韓国公演：2011年4月25日、韓国文化の家KOUS) - 麻里 役
- 人狼TLPT
  - 『#04:VILLAGE II』(2013年4月27日・28日、上野ストアハウス) - 歌姫・アリア 役[98]
  - 『X:吸血鬼〜渇愛の宴〜』(2013年6月13日、吉祥寺シアター) - 軍人・アリア 役
  - 『#06:VILLAGE IV』(2013年10月1日 - 4日、新宿シアターブラッツ) - 歌姫・アリア 役
  - 『#07:CASTLE 月虹に浮かぶ城』(2013年8月8日・10日、新宿シアターブラッツ) - 歌姫・アリア 役[99]
- Gocco Presents『へなちょこヴィーナス』(2013年4月17日 - 21日、新宿TACCS1179) - 主演・相原みどり 役[100]
- KENプロデュース『ある苅屋くんの人生』(2013年6月19日 - 23日、中野ザ・ポケット)
- Ann&Mary『PIRATES OF THE DESERT』(2013年7月10日 - 15日、池袋シアターグリーン)[101]
- 企画演劇集団ボクラ団義
  - 『OVER SMILE』(2013年9月26日 - 30日、池袋シアターグリーン BIG TREE THEATER) - 主演ヒロイン スー・リイレン 役[36]
  - vol.13『虹色の涙 鋼色の月』 東京公演 (2013年12月4日 - 8日、新宿SPACE107） 大阪公演（2013年12月13日 - 15日、大阪市立芸術創造館)[102]

2014年
- 天才劇団バカバッカ
  - Vol.13『POLYMPIC TOKYO!』(2014年4月9日 - 13日、吉祥寺シアター)[38]
  - Vol.14『グッドモーニング、アイスパーソン』(2014年7月24日 - 27日、東京芸術劇場シアターウエスト)[39]
- ACTOR'S TRASH ASSH第18回本公演『蒼海のティーダ』(2014年8月20日 - 24日、新宿村LIVE)[103]
- GENKI Produce Vol.10『図書館二居マス』(2014年9月17日 - 23日、笹塚ファクトリー)[104]
- アリスインプロジェクト『戦国降臨ガール・R(リバース)』(2014年11月3日、品川・六行会ホール) - 日替わりゲスト[105]
- Tambourine STAGE『鬼斬』(2014年12月18日 - 23日、新宿村LIVE) - 静御前 役[106]

2015年
- LIVEDOG『ユメオイビトの航海日誌』(2015年2月11日 - 15日、新宿シアターサンモール)[107]
- GENKI Produce Vol.11『素晴ラシキ世界ノ片隅デ』(2015年3月17日 - 22日、笹塚ファクトリー)[108]
- ワイアールジャパン『コップの中の嵐』(2015年3月23日、池袋シアターKASSAI) - 日替わりゲスト
- 劇団ズッキュン娘 第8回公演『2番目でもいいの♡』(2015年8月14日 - 16日、南大塚ホール)[109]
- 劇団めばち娘 旗揚げ公演『ツチノコの嫁入り』(2015年9月17日 - 27日、CBGKシブゲキ!!)[110]
- TRIBE 初公演『ToRow 〜二匹の狼〜』(2015年11月11日 - 15日、新宿村ライブ)[111]

2016年
- 劇団た組。
  - 第8回公演『走馬灯株式会社』(2016年3月9日 - 13日、池袋シアターグリーン BOX in BOX THEATER) - 神沼 役[112]
  - パチ7企画公演『運と命』(2016年8月24日 - 28日、浅草六区ゆめまち劇場)[113]
- アリスインプロジェクト『時空警察クロノゲイザー』(2016年7月6日 - 10日、品川・六行会ホール) - ギルガ・メッシュ 役[42]
- 爆走おとな小学生 第二回課外授業『転校生革命』(2016年7月26・27・30・31日、池袋シアターKASSAI) - Wキャスト[114]
- 劇メシ
  - episode.03『CHOOSE DAY』(2016年9月11日 - 17日、渋谷 神南軒) - 主演ヒロイン[43][115]
  - episode.04『なんでもないトマトなのに』(2016年11月20日 - 26日、GOBLIN．Sendagaya)[49][116]
- 人狼TLPT『#24:VILLAGE XII 深紅に染まる村』(2016年10月13日 - 23日、新宿村LIVE) - 歌姫・アリア 役[99]
- アニメ舞台版『地獄少女』(2016年11月9日 - 13日、CBGKシブゲキ!!) - 宮下久美子 役[44]

2017年
- ガチゲキ『愛知のオンナ』(2017年1月18日 - 22日、Geki地下Liberty)[117]
- AGN@Enthena『The Red Moon Night -月が飛ぶ夜-』(2017年2月22日 - 26日、新宿村LIVE) - マダム 役
- 劇団時間制作
  - 第十三回公演『うるさくて、うるさくて、耳を塞いでもやはりうるさくて』(2017年3月29日 - 4月9日、中野 劇場MOMO) - Wキャスト主演・山下麻子 役[46]
  - 第十四回公演『普通』(2017年6月29日 - 7月9日、新宿サンモールスタジオ) - Wキャスト主演・高木貴子 役[47]
- 朝劇 西新宿『恋の遠心力』(2017年5月7日、西新宿GLASS DANCE) - ゲスト出演
- 人狼TLPT『宇宙兄弟 Rebellion of the Fullmoon』(2017年7月26日 - 8月6日、新宿シアターサンモール) - 海沼唱子 役[50]
- 劇メシ episode.06『Love Revolution No.1』(本公演2017年10月22日 -11月2日、代官山WEEKEND GARAGE TOKYO / 名古屋公演11月4日・5日、D.U.M.B.O名駅店)[48]
- ふれいやプロジェクト×ハロー職1 コラボレーション公演『ビーフシチューはビールで煮込んで』(2017年12月24日、中野MOMO) - ゲスト出演[118]
- カプセル兵団超外伝 朗読劇『日本の神の物語 〜古事記の世界〜』(2017年12月27日 - 30日、八幡山ワーサルシアター)

2018年
- 劇メシ 舞台版『なんでもないトマトなのに』(2018年3月20日 - 26日、下北沢 Geki地下Liberty) - 国見愛子 役[119]
- 劇団NEXTDOOR-酒部-『ODEN』(2018年1月14日、八丁堀スタジオ) - ゲスト出演
  - はらみかプロデュース 『ODEN』(2018年9月22日 - 24日、大阪心斎橋レンタルスペース nasuka)[120]
- バードランドミュージックエンタテインメント『あなたも知らない舞台裏』(2018年8月15日 - 19日、新宿村LIVE) - ヒロイン・栗原沙織 役[121]

2019年
- GLEAN MEDIA『ベター半分』(2019年4月24日 - 28日、上野ストアハウス) - 江塚サオリ 役[57]
- 劇団バター猫のパラドックス『二進法の彼氏』(2019年8月29日 - 9月8日、コフレリオ新宿シアター) - 主演・橘玲美 役[58][122][123]

### ボイスドラマ
- 彼女はとにかく惚れっぽい（2020年6月24日、BOOTH） - 惚谷好子 役[124]

### テレビバラエティ
レギュラー・冠番組
- アイドリング!!!（2006年10月30日 - 2011年12月23日、2015年7月14・16日、フジテレビ721・739→フジテレビワンツーネクスト）
  - 卒業記念スペシャルライブ「〜谷澤・フォンチーありがとうング!!!〜」（2011年12月23日、フジテレビONE）[23]
  - アイドリング!!! はちたまライブ2013 presents「1期生 再会の日SP」（2013年1月18日、フジテレビONE）[31]
- アイドリング!!!日記 → アイドリング!!!（地上波版）（2007年1月10日 - 2011年12月25日、フジテレビ・フジテレビONE）
- しりすぎちゃん（2009年6月6日 - 7月25日、日本テレビ）
- 女優力（2010年1月9日 - 3月27日、日本テレビ）
- GirlsNews〜ガールズポップ（2010年4月 - 2011年3月、エンタ!371・Pigoo HD）[15]
- PigooRadio 火曜日〜フォンチー（2011年4月 - 2011年9月、エンタ!371・Pigoo HD）[125]
- フォンチー21歳のハローワーク（2012年1月 - 2013年3月、Pigoo HD）
- 映画ちゃん（2012年4月6日 - 2013年4月5日、チャンネルNECO・黒田有彩、ヒガリノと共演）
  - 映画ちゃんショートムービー『Trick or Treat』（チャンネルNECO、2013年4月7日）※劇中では「増川美菜」役で出演
- 〜Teenage Party〜キメ!パピチ〜（2012年4月 - 2013年3月、テレビ神奈川）
- ネプ&イモトの世界番付(2013年 - 2016年3月、日本テレビ）
- 部活応援プロジェクト しゃかりき（2013年4月 - 2016年3月、テレビ神奈川）[32]
- ドキッ！丸ごと水着 女だらけの水泳大会（2014年6月7日、フジテレビONE）
- THE NAGANO 北アルプスからの贈りもの（2018年11月11日・2019年1月13日、台湾東森電視 / ベトナムHTVC） - 制作：長野朝日放送[126]

### 教育番組
- ひきだすにほんご Activate Your Japanese!（2022年、NHKワールドTV）ドラマコーナー「スアン日本へ行く！」 - グエン・マイ・スアン 役[127]

### ラジオ
- GEKIDAN SAMBA CARNIVAL（2010年10月 - 2011年3月、FM-FUJI） - アシスタント
- FAN×FUN Tuesday『AKANE & フォンチーのChu♡Chu♡Chu's day♡』(2016年4月 - 2017年3月、レインボータウンFM) - パーソナリティー
- アーティスト応援部（2018年5月 - 、渋谷クロスFM） - パーソナリティー[52][53]

### 配信テレビ・アプリ
- ドパミン『アイドリング!!!のあの人のチョイス!』第3期 (2010年5月25日 - 6月7日、ドパミン)
- PlayStation News （2010年10月 - 、PlayStation Network) - MC[128]
- 吉川まりあとフォンチーと○○ (2012年4月-、WALLOP)
- フォンチー・楠世蓮・いせひなた プレミアム放送 (2015年1月26日、AmebaStudio)
- バカコンってナニィ? (2016年3月 - 2017年2月、SHOWROOM) - Vacancy Control名義[129]

### CM・広告・イメージモデル
- サッポロビール「バリキング」CM（2020年1月、サッポロビール株式会社）[59]
- Kubota「For Your Wishes.」篇 TVCM（2020年12月、株式会社クボタ） - ホアン 役[61][62]

### パチンコ
- 平和『CRドキッ!丸ごと水着 女だらけの水泳大会 アイドルだらけで困っちゃうング!!!』（2014年）[130]

### イベント
個人
- フォンチートレーディングカード発売記念イベント（2009年6月6日、書泉ブックマート）
- フォンチー2010年度カレンダー発売記念イベント（2009年11月22日、福家書店新宿サブナード店）[131]
- フォンチートレーディングカード第2弾発売記念イベント（2010年7月10日、福家書店新宿サブナード店、銀座店）
- フォンチー2011年度カレンダー発売イベント（2010年10月10日、福家書店新宿サブナード店）
- 6thDVD『ふたり旅』発売記念イベント（2013年10月26日、ソフマップアミューズメント館）[79]
- フォンチー 25th Anniversary Birthday Event（2015年12月12日、新宿カブキラウンジ）
- フォンチー 26th Anniversary Birthday Event（2016年12月11日、渋谷道玄坂カフェ）
- フォンチー&樫村みなみの初!イベント〜と、みなみのbirthday〜（2017年5月13日、渋谷道玄坂カフェ）
- フォンチー&樫村みなみのイベントvol.2 ～2回目いえーい!!!（2017年10月14日、秋葉原LOOP）
- フォンチー 27th anniversary birth 〜今年はスペシャルかも!？〜（2017年12月3日、渋谷ソングラインズ）[132]
- フォンチー 28th birth anniversary event（2018年12月2日、吉祥寺 ライブハウス曼荼羅）

ベトナム関連
- ベトナムフェスティバル（東京都渋谷区 代々木公園イベント広場） - ベトフェスサポーターズ宣伝部長など[68][69][71][133][134][20]
本開催 2010年から中止となった2014年を除く毎年（2010年から2012年まで秋開催。2013年以降は初夏開催）
  - 2015, 2016 in 神奈川（2015年9月18日 - 20日、2016年10月29日、神奈川県横浜市 日本大通ほか）
  - 2015, 2016 in 東北（2015年10月24日・25日、2016年10月1日・2日、宮城県栗原市 イオンスーパーセンター栗原志波姫）
- LOVE Asia CONCERT  　Love Asia Concert #21（2013年7月27日）にFonchi名でソロ参加、オリジナル曲を含む5曲を披露。LOVE Asia CONCERT #23（2015年9月2日）にはVacancy Controlとして参加。
- ベトナム社会主義共和国クアンナム省ホイアン市でのイベント『日越文化交流 ホイアン-日本祭り』（2013年8月23日 - 25日）に参加。普段からベトナムや音楽関連でサポートを受けているジプシークイーンと渡越。ホイアンで3ステージをこなし、一部はVTVでも放映された。[34][35]
- Toa Sang Moi Ngay presents “Phong Chi TiVi @AEON MALL”（2014年6月8日）。ベトナムの放送局todyTVの日本文化紹介番組「Toa Sang Moi Ngay」にフォンチーがレギュラー出演するため、ホーチミン市のイオンモール Tan Phu Celadonにて、プロモーションイベント。
- ベトナム映画「漂うがごとく」公開日トークショー（2019年3月23日、新宿K's cinema）[135]
- ベトナム映画「サイゴン・クチュール」公開日トークショー（2019年12月21日、新宿K's cinema）[136]
- Oneasia Festival 2021（2021年4月10日・11日、池袋西口公園 野外劇場グローバルリングシアター）- M[134]

その他
- Ghana presents WINTERNET'09 バレンタイン・スペシャルライブ（2009年2月14日、渋谷AX） - MC[137]
- 未確認噂話『首都神話』トークライブ（2009年9月18日、新宿ロフトプラスワン） - 滝口ミラと共演
- トークライブ『菊地と林のアイドルパンチ!』(2010年10月2日、神保町花月）[138]
- Vシネマ『怨霊映像 特別篇 怪奇女子会』発売記念イベント（2011年9月3日、ラオックス・ミュージックボックス秋葉原）
- 歌のあるガムプロジェクト2012 CM・メジャーデビューコンテスト NEXT（2012年5月3日、渋谷109）[139]
- SMAガールズコレクション（2015年4月1日、代々木公園 野外ステージ）[140]
- 2015 tvk 秋じゃないけど収穫祭（2015年5月31日、横浜・日本大通）[141]
- 第17回 宮崎シーガイアトライアスロン大会2015（2015年7月12日、サンビーチ一ツ葉 北ビーチ）
- バレンタインアイドルフェス 2016（2016年2月14日、新宿スタジオアルタ / ステーションスクエア） - MC[142]
- 島村正の登竜門（2016年3月30日、Zepp Tokyo） - MC[143]
- 舞台『時空警察クロノゲイザー』チケット即売会&握手会（2016年6月25日、板橋studio BLANZ）
- 第二回 キスカワフェスティバル（2016年12月24日、赤坂BLITZ） - MC[144]
- 小川麻琴 30th birth anniversary event 夜の部（2017年10月21日、江戸川橋 絵空箱）
- AKANEソロLive2017 〜セッション気味にやりますがよろしければ〜（2017年12月27日、高田馬場 LiveCafe mono）
- 舞台『ODEN 〜大阪の陣〜』前夜祭（2018年9月21日、大阪心斎橋レンタルスペース nasuka）
- AKANEソロLive2018 〜セッション気味にやりますがよろしければ〜（2018年12月28日、高田馬場 LiveCafe mono）
- AKANEソロLive2019 〜セッション気味にやりますがよろしければ〜（2019年12月27日、高田馬場 LiveCafe mono）
- AKANEソロLive2020 〜セッション気味にChristmasにやりますがよろしければ〜（2020年12月24日、高田馬場 LiveCafe mono）
- 映画『劇場版TOKYO MER〜走る緊急救命室〜南海ミッション』初日舞台挨拶（2025年8月1日、TOHOシネマズ六本木ヒルズ）

## 書籍

### 雑誌
- スコラ「フォンチーの日フォン列島チーっとだけ改造計画!!!」（2008年12月号 - 2010年7月号、スコラマガジン）[145]
- フォトテクニックデジタル 2009年12月号（2009年11月20日、玄光社）[146]
- ビッグコミックスピリッツ No.38（2010年8月23日、小学館） - とび出す!!スピリッツ!!イメージガール。

### ムック本
- B.L.T.U-17 Vol.5 Sizzleful Girl 2008 winter（2009年2月6日発売、東京ニュース通信社） - ISBN 978-4924566934。

### トレーディングカード
- フォンチー オフィシャルカードコレクション（2009年5月8日、トライエックス）[147]
- フォンチートレーディングカード（2010年7月17日）[148]

### カレンダー
- FONCHI 2009（2008年9月27日、トライエックス）[149]
- FONCHI 2010（2009年10月10日、トライエックス）[150]
- FONCHI 2011（2010年10月16日、トライエックス）[151]